# Острів Ландсат
Острів Ландсат (англ. Landsat Island, фр. Île Landsat) — невеликий незаселений острів, розташований приблизно на 60°10'37"N 64°02'30"W, 20 кілометрів від північно-східного узбережжя Лабрадору (частина канадської провінції Ньюфаундленд і Лабрадор). Його відкрили у 1976 році під час аналізу знімків зі супутника Landsat 1. Розмір острова всього 25 на 30 метрів, а його загальна площа 1125 м2.

## Відкриття
У 1976 році було проведено дослідження узбережжя Канади з використанням даних супутника Landsat 1. Аналіз даних виявив декілька раніше невідомих особливостей, що включає в себе цей невідомий острів, який згодом був названий на честь супутника «Ландсат». Перевірка існування острова випала Френку Холу з Канадської гідрографічної служби:
[Hall] was strapped into a harness and lowered from a helicopter down to the island. This was quite a frozen island and it was completely covered with ice. As he was lowered out of the helicopter, a polar bear took a swat at him. The bear was on the highest point on the island and it was hard for him to see because it was white. Hall yanked at the cable and got himself hauled up. He said he very nearly became the first person to end his life on Landsat Island.

—  From Scott Reid's account of Hall's Landsat Island expedition given to the Canadian Parliament on October 30, 2001
[Холла] прив'язали до ременів безпеки і спустили з гелікоптера на острів. Це був досить холодний острів, повністю вкритий льодом. Коли його спускали з гелікоптера, на нього накинувся білий ведмідь. Ведмідь був на найвищій точці острова, і його було важко розгледіти, тому що він був білий. Холл смикнув за трос і піднявся нагору. Він сказав, що ледь не став першою людиною, яка закінчила своє життя на острові Ландсат.

—  З розповіді Скотта Ріда про експедицію Холла на острів Ландсат, проголошеної в канадському парламенті 30 жовтня 2001 року
Після зустрічі Холла з білим ведмедем було запропоновано назвати острів «Полярний острів» (англ. Polar Island), але назва на честь супутника була збережена.
Острів Ландсат є крайньою східною точкою канадської суші вздовж цієї ділянки узбережжя Лабрадору. Таким чином, його відкриття збільшило морську територію Канади на 68 км2.